# Lars Lindgren
Lars Sune Lindgren (Piteå, 1952. október 12. –) svéd profi jégkorongozó védő.

## Pályafutása
Amatőr karrierjét a svéd másodosztályban kezdte 1970-ben. Itt két szezont töltött a Piteå HC csapatában majd 1972-ben felkerült a Skellefteå AIK-ba, mely elsőosztályú csapat. Két idényt ebben a csapatban és négy idényt a Modo Hockey csapatában játszott. 1978-ban került az NHL-es Vancouver Canucksba, ahol 1984-ig játszott hat szezonon keresztül. Legjobb idényében 35 pontot szerzett. 1982-ben a Stanley-kupa döntőt elvesztették. Az 1983–1984-es szezon közben átkerült a Minnesota North Starshoz. 1984-ben visszatért hazája pontvadászatába. Négy szezont a Luleå HF elsőosztályú csapatban játszott majd a Piteå HC másodosztály csapatból két szezon után 1990-ben vonult vissza.

### A válogatottban
Legelőször az 1977-es jégkorong-világbajnokságon volt válogatott. A csoportkörből első helyen mentek tovább, de a négyes döntőben a csehszlovák férfi jégkorong-válogatott jobbnak bizonyult és így csak ezüstérmesek lettek. A következő, 1978-as jégkorong-világbajnokságon is részt vett. Ezen a tornán negyedikként jutottak tovább a csoportkörből és a négyesdöntőben is negyedikek lettek. Utoljára az 1981-es Kanada-kupán volt válogatott kerettag. Itt a svédek nem jutottak tovább a csoportkörből.

### Edzőként
1992–1993-ban a Luleå HF edzője volt. Ezután nagy szünet, majd a Mörrums GoIS másodosztályú csapat edzőjeként tért vissza 2000-ben és 2002-ig töltötte be ezt a posztot. Közben a 2002-es junior-jégkorong-világbajnokságon a svéd csapat másodedzője volt. Egy év szünet után a másodosztályú Växjö Lakers szerződtette edzőnek egy évre. 2007-ben az U-18-as svéd válogatott edzője volt a világbajnokságon. 2007 óta a Vancouver Canucks játékos megfigyelője.

## Díjai
- Világbajnoki ezüstérem: 1977
- Svéd All-Star Csapat: 1978, 1979
- NHL All-Star Gála: 1980